# Maurice Macaire

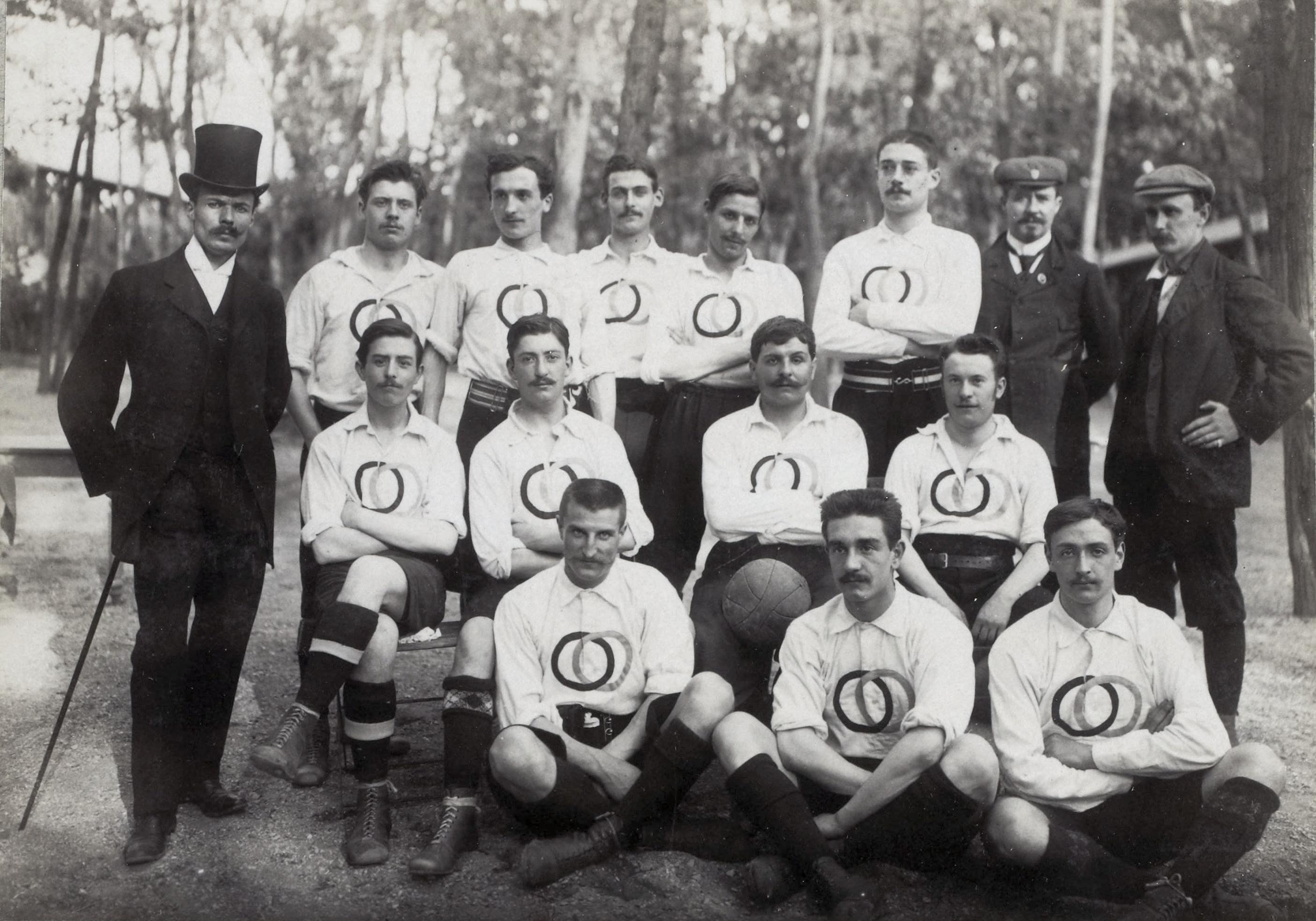
Imagem do time francês medalhista olímpico de 1900

Maurice Macaire (Montpellier, 22 de novembro de 1881 - data desconhecida) foi um futebolista francês, medalhista olímpico.
Maurice Macaire competiu nos Jogos Olímpicos de Verão de 1900 em Paris. Ele ganhou a medalha de prata como membro do Club Français, que representou a França nos Jogos.